# 亞倫·布恩
亞倫·約翰·布恩（英語：Aaron John Boone，1973年3月9日—），前美國職棒大聯盟選手，現任紐約洋基隊總教練。布恩家族是棒球世家，他的祖父雷·布恩、父親鮑伯·布恩及哥哥布雷特·布恩皆為前大聯盟選手。亞倫·布恩最廣為人知的就是2003年美聯冠軍賽最終戰，在第十一局面對提姆·韋克菲爾德第一球就擊出再見全壘打，幫助洋基殺進世界大賽。

## 職業生涯

### 球員時期
辛辛那提紅人
紅人隊於1994年選秀以第三順位將布恩選進來。布恩於1997年6月初登板。1998年球季末，紅人以兩對兄弟組成了內野陣容，為大聯盟唯一一次創舉：一壘手Stephen Larkin、二壘手布雷特·布恩、游擊手貝瑞·拉金以及三壘手布恩。
2002年9月22日，布恩在八局上半擊出他在河濱球場的最後一支全壘打。該年他162場全數出賽，擊出生涯新高單季26轟。2003年，他入選明星賽。
紐約洋基
2003年7月31日，洋基用Brandon Claussen和Charlie Manning向紅人交易布恩。他在洋基出賽54場，打擊率2成54，擊出6支全壘打，31分打點。
在2003年美國聯盟冠軍賽，布恩在11局面對紅襪投手提姆·韋克菲爾德擊出再見全壘打，以6比5氣走紅襪，使得貝比魯斯魔咒持續發威。美國節目Baseball Tonight將這支全壘打評為棒球史上最棒的九支全壘打之一。
2004年1月，布恩左膝前十字韌帶撕裂傷。洋基在該年2月27日將布恩釋出。
克里夫蘭印地安人
2004年6月，布恩向印地安人簽了2年大聯盟合約。2005年，布恩出賽154場，打擊率2成43，擊出16支全壘打，60分打點。2006年，印地安人再和布恩簽一年約。該季他打擊率2成51，敲出7支全壘打。
生涯後期
2006年12月29日，布恩以一年92萬5000美元跟佛羅里達馬林魚簽約。2007年他出賽69場，打擊率2成86。
2007年12月6日，布恩以一年100萬美元跟華盛頓國民簽約。
2008年12月18日，布恩以一年75萬美元跟休士頓太空人簽約。
2009年3月，布恩進行心臟直視手術，替換二尖瓣主動脈瓣。布恩其實從小就有心臟方面的疾病，只是在該年情況有些惡化。據布恩描述，只要等他復原，還是可以回歸棒球場上打球。布恩於8月10日回歸，他從太空人2A起步，2打數無安打。9月1日，布恩進入太空人擴編名單。9月2日，為布恩該季初登板。他守一壘，3個打數無安打。9月16日，布恩宣布退休。並於10月4日進行生涯最終戰。

### 執教
2017年12月，洋基宣布布恩為隊史第33任總教練。布恩在2018和2019年皆率領洋基打出單季破百勝的戰績，成為洋基隊史第一位帶隊前兩年都讓球隊拿下單季破百勝的總教練，2021年10月，洋基宣布與布恩續約三年，另附帶第四年選擇權。2022年8月13日，布恩達成執教生涯第四百勝。

## 生涯成績

### 執教時期
| 球隊     | 年度     | 正規賽 | 正規賽 | 正規賽 | 正規賽                 | 季後賽 | 季後賽 | 季後賽 | 季後賽                       |
| 球隊     | 年度     | 勝     | 敗     | 勝率   | 排名                   | 勝     | 敗     | 勝率   | 備註                         |
| -------- | -------- | ------ | ------ | ------ | ---------------------- | ------ | ------ | ------ | ---------------------------- |
| 紐約洋基 | 2018年   | 100    | 62     | .617   | 美聯東區第2 - 外卡     | 2      | 3      | .400   | 美聯分區賽落敗（負於紅襪）   |
| 紐約洋基 | 2019年   | 103    | 59     | .636   | 美聯東區第1            | 5      | 4      | .556   | 美聯冠軍賽落敗（負於太空人） |
| 紐約洋基 | 2020年   | 33     | 27     | .550   | 美聯東區第2            | 4      | 3      | .571   | 美聯分區賽落敗（負於光芒）   |
| 紐約洋基 | 2021年   | 92     | 70     | .568   | 美聯東區並列第2 - 外卡 | 0      | 1      | .000   | 美聯外卡賽落敗（負於紅襪）   |
| 紐約洋基 | 2022年   | 99     | 63     | .611   | 美聯東區第1            | 3      | 6      | .333   | 美聯冠軍賽落敗（負於太空人） |
| 紐約洋基 | 2023年   | 82     | 80     | .506   | 美聯東區第4            | –      | –      | –      |                              |
| 紐約洋基 | 2024年   | 94     | 68     | .580   | 美聯東區第1            | 8      | 6      | .571   | 世界大賽落敗（負於道奇）     |
| 合計:7年 | 合計:7年 | 603    | 429    | .584   |                        | 22     | 23     | .489   |                              |

## 個人生活
布恩的祖先是美國開拓者丹尼爾·布恩；祖父雷·布恩為1948年印地安人世界大賽奪冠班底；父親是7屆金手套獎得主鮑伯·布恩；哥哥布雷特·布恩入選3次明星賽，拿下4次金手套獎。
布恩的太太Laura Cover為1998年10月的玩伴女郎。他們現居在斯科茨代爾。他們有4個小孩，Brandon, Bella, Jeanel和Sergot。

## 外部連結
- 球員資訊和成績在MLB ，ESPN ，Retrosheet ，Baseball Reference ，Baseball Reference (Minors) ，Fangraphs ，The Baseball Cube （英文）
- 亞倫·布恩在台灣棒球維基館上的頁面（繁體中文）
- Aaron Boone的X（前Twitter）